# Go-Horikawa
Go-Horikawa, född 1212, död 1232, var regerande kejsare av Japan mellan 1221 och 1232.